# Surinder Kaur
Surinder Kaur (Lahore, India Británica, 25 de noviembre de 1929 - Nueva Jersey, 15 de junio de 2006) fue una cantante y compositora india.
En panyabí su nombre se escribe ਸੁਰਿੰਦਰ ਕੌਰ.
Ella ha interpretado una serie de temas musicales que han sido muy populares cantados principalmente en idioma panyabí occidental, donde ha sido acreditada por ser una de las pioneras siendo denominada como la «Ruiseñora de Panyab». También interpretó y colaboró con temas musicales para algunas películas en hindi, incursionando como cantante de playback (doblaje), entre 1948-1952.
Ha sido nominada como una de las artistas ilustres, por su trayectoria que abarca casi seis décadas, su repertorio incluye «Sufi Kafis» de Bulleh Shah y otros versos de poetas contemporáneos como Nand Lal Noorpuri, Amrita Pritam, Singh y Shiv Kumar Mohan Batalvi dando canciones memorables como Nand Lal Noorpuri, Amrita Pritam, Mohan Singh y Shiv Kumar Batalvi. Con el tiempo sus canciones, han formado parte de la cultura musical y folclórica de Panyab.

## Biografía
Kaur nació en el seno de una familia sij, originarios de Panyab, su hermana Prakash Kaur y su madre Dolly Guleria, también fueron cantantes. En el plano personal, ha sido madre de tres hijas.

## Carrera
Kaur hizo su debut profesional tras incursionar en una actuación en directo en Radio Lahore en agosto de 1943 y al año siguiente el 31 de agosto de 1943, ella y su hermana mayor, Parkash Kaur, empezaron a cantar como dueto que se llamó, «Maavan 'te dheean ral baithian», para la etiqueta HMV, emergiendo como grandes estrellas de todo el subcontinente indio.
Después de 1947, debido a la partición de la India durante el coloniaje británico, Kaur y sus padres se trasladaron a Ghaziabad (Delhi), donde se casó con el profesor Joginder Singh Sodhi, un profesor de literatura panyabí de la Universidad de Delhi. En reconocimiento de su talento, su esposo se convirtió en su sistema de apoyo, y pronto inició su carrera como cantante de doblaje dentro de la industria de las películas en hindi en Bombay, introducido por el director musical, Ghulam Haider. Interpretó tres canciones para una película de 1948 titulado Shaheed, incluyendo otras producciones cinematográficas como Badnam Na Ho Jaye Mohabbat Ka Fasaana, Aanaa hai aunque aajaao y Taqdeer aandhi ki... hum kahaan aur Thum kahaan. Su verdadero interés sin embargo estaba en representaciones teatrales y reactivación de canciones populares de Panyab, ella se mudó de nuevo a Delhi en 1952.